# Brian Avers
Brian Avers est un acteur américain.

## Filmographie
- 2008 : Life on Mars (saison 1, épisode 3) : Sticker
- 2008 : NCIS : Enquêtes spéciales (saison 6, épisode 22 et 23) : agent Mike Renko
- 2009 : NCIS : Los Angeles (saison 1, épisodes 8 et 15) : agent Mike Renko
- 2009 : Médium (saison 6, épisode 4) : Brian Fondran
- 2009 : Julie & Julia de Nora Ephron : Garth
- 2010 : Gigantic de Matt Aselton :  Larry Arbogast